# Anthestéries
Les Anthestéries (en grec ancien Ἀνθεστήρια / Anthestếria), sont une fête de la fin de l'hiver et une fête des morts célébrée dans la Grèce antique en l'honneur du dieu Dionysos. Fête de la religion grecque parmi les plus typiques qui se soient conservées, elles figurent au calendrier d'Athènes et de plusieurs autres cités. 
Elles ont lieu au moment de la végétation renaissante, du onzième au treizième jour du mois anthestérion, huitième mois du calendrier attique (dernier mois de l'année avant le 1er mars commençant la nouvelle année et la période de guerre), correspondant dans le calendrier grégorien à la fin de février et au début de mars. Elles revêtaient durant les trois journées de leur célébration un double aspect, à la fois joyeux et funèbre.

## Célébrations religieuses
La première journée est appelée Πιθοίγια / Pithoígia, c'est-à-dire « l'ouverture des jarres ». Les Athéniens se rendent près du sanctuaire de Dionysos « dans les marais » (Dionysos Limnaios) pour ouvrir les jarres couronnées de fleurs qui contiennent le vin nouveau, fruit des vendanges précédentes. Sur le parcours, les fêtards, juchés sur des chariots rustiques, profèrent des lazzi et moqueries à l'adresse des passants. Après une offrande solennelle au dieu, tous peuvent goûter le vin nouveau.

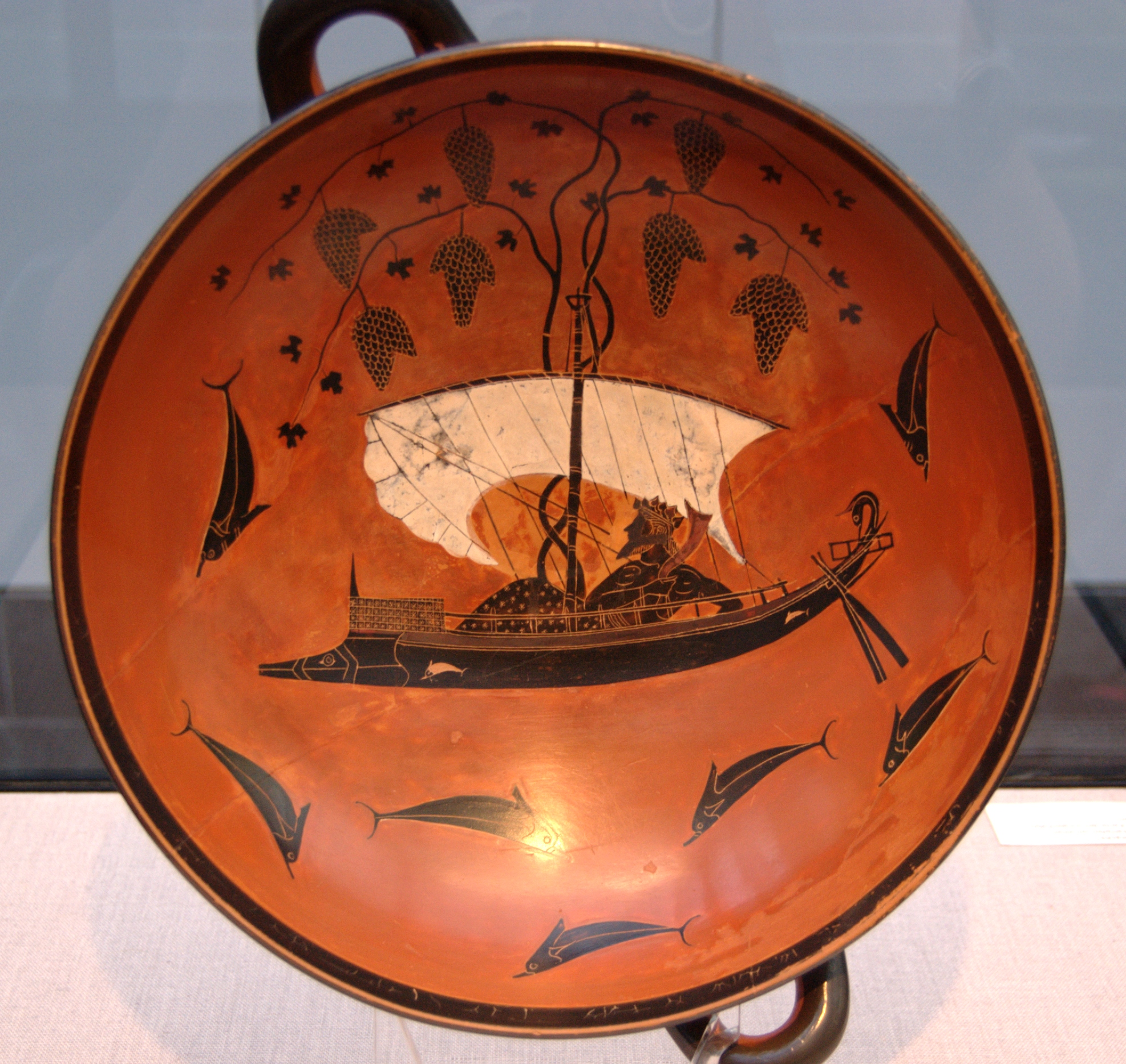
Coupe de Dionysos: Dionysos navigue en mer.

La seconde journée est appelée Χόες / Khóes, c'est-à-dire « la fête des pichets ». Elle se déroule toujours au sanctuaire du dieu, le Limnaion. On sert des pichets de vin nouveau et un concours de buveurs est organisé, comme le raconte Aristophane dans Les Acharniens : au signal d'une trompette, c'est à qui videra le plus vite possible une cruche de vin d’un peu plus de trois litres. Ces cruches sont ornées de sujets ayant souvent trait aux réjouissances et aux spectacles qui prenaient place dans cette journée. Elles représentent également souvent des enfants avec des jouets et avec des couronnes.
On assiste en grande liesse à l’arrivée de Dionysos sur un char naval. Le sanctuaire de Dionysos dans les marais est alors ouvert pour la seule et unique fois de l'année, et tous les autres temples sont fermés ; on y organise la hiérogamie (union sacrée) de la femme de l'archonte-roi et de Dionysos : quatorze femmes de bonne naissance, qualifiées de γεραραί en grec, assistent l’épouse de l’archonte-roi et accomplissent les rites sur autant d'autels. Dans cette hiérogamie s’accomplissait un ancien rite d’alliance avec les forces de la vie. 
De ces trois jours de fête, en particulier le 12 anthestérion, bien que ce jour fût celui du triomphe de Dionysos, il est dit expressémment que ce sont des jours néfastes pendant lesquels la menace de l’impureté et d’influences maléficiantes menaçaientt la cité contre lesquelles il était nécessaire de prendre de multiples précautions. Pour ces raisons, on utilise des moyens apotropaïques, on cueillait de l’épine blanche, pour se prémunir contre les influences maléfiques, car dès le coucher du soleil, les morts reviennent hanter les vivants.

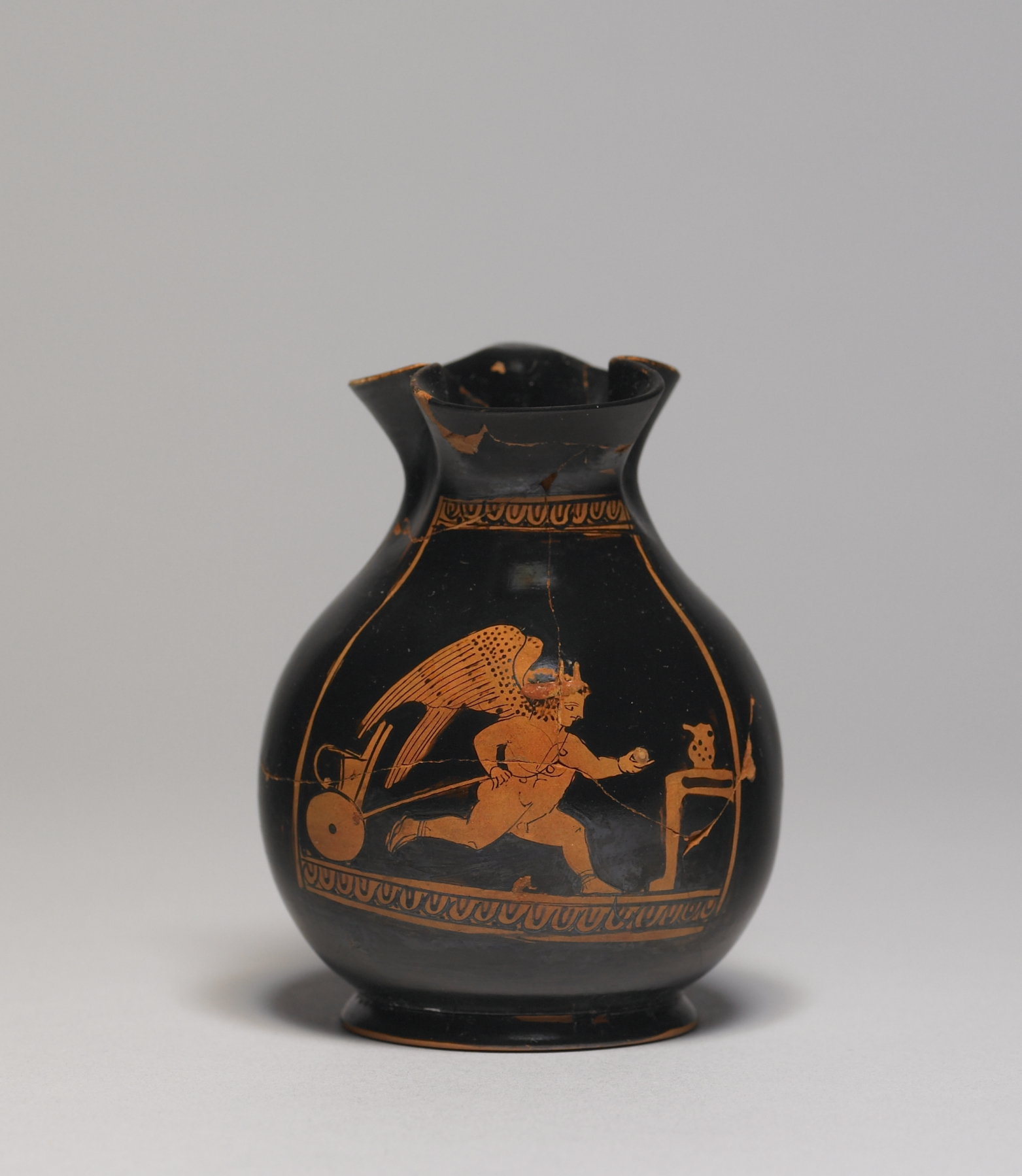
Les vases à vin en terre cuite, comme celui-ci (vers 410 av. J.-C.), étaient offerts en cadeau lors des Anthestéries. Ils représentent souvent des enfants en train de jouer ou imitant des adultes, ici un Eros potelé tirant un chariot à jouets. Walters Art Museum

Le troisième jour est appelé Χύτροι / Khýtroi, c'est-à-dire « la fête des marmites ». On fait cuire dans chaque maison des marmites de graines à l'intention des morts. Car ce dernier jour est consacré au culte des morts. Les âmes des morts reviennent ce jour-là. On prie pour les mourants. Hermès Psychopompe, conducteur des âmes, reçoit des offrandes de gruau de graines (en grec παγκαρπία) que l’on ne devait pas consommer. La cérémonie des hydrophoria consiste à offrir aux morts des libations d'eau, versées dans des excavations. À la fin de la fête, on congédie les morts, avec cette formule : « Allez-vous en, Kères, finies les Anthestéries ». Tout se passe comme si leur association avec les vivants durait pendant la période d'hiver et se terminait avec elle.
 L'ensemble de ces cérémonies semble se dérouler sans le ministère de prêtres.

## Interprétations
Dionysos est associé aux Anthestéries, qui s'appelaient d'abord Dionysies tout court, et Thucydide signale même que ce sont « les plus anciennes Dionysies ». 
À la fois fête des morts et fête du vin, les Anthestéries, à la fin de la période hivernale, correspondent aux Pyanepsies d'Athènes, à l'automne, par l'offrande de graines bouillies, et laissent ainsi apercevoir un rythme saisonnier dans les fêtes de paysans. Henri Jeanmaire rapproche ces festivités d'autres fêtes européennes comme la Samain liée également à la saison sombre et moment de communication entre l'au-delà et le monde terrestre. Elle reposerait sur l'idée que les morts et les puissances de l'au-delà sont les dispensatrices des prochaines récoltes « car toute richesse vient en définitive de ce réservoir de trésors inépuisables et de cette source éternelle de renouveau qu'est l'empire auquel préside le riche par excellence qu'est Ploútōn... »
L’interprétation des Anthestéries comme « une fête des fleurs » remonte à l'Antiquité, alors même que les fleurs n’y tiennent aucune place. La disparition en grec de *ánthos « obscurité » a conduit à une « remotivation » de la forme à partir de ἄνθος / anthos, « fleur » par l’intermédiaire de son dénominatif anthein « fleurir ». Jean Haudry rapproche anthos de la notion d'obscurité et interprète le nom des Anthestéries comme « [la fête] de celui qui traverse l’obscurité (hivernale) ». L'arrivée sur l’eau de Dionysos symbolise la « traversée de la ténèbre hivernale » et la sortie de l'hiver. Les Anthestéries sont la fête d'un dieu Feu qui triomphe des ténèbres. C'est, selon Henri Jeanmaire, la fête des morts qui donne la tonalité funèbre de la fête. De même pour Maria Daraki, lors des Anthestéries, Dionysos triomphe dans la réussite d'un triple passage qui lui fait franchir la « frontière de la nuit ».

## Concours
Les Anthestéries donnent lieu à un concours de comédie destiné aux acteurs, que Plutarque attribue à l'orateur Lycurgue (IVe siècle av. J.-C.) Le vainqueur du concours a droit de figurer ipso facto sur la liste des acteurs pour les Dionysies urbaines. Ce concours a probablement lieu au théâtre de Dionysos à Éleuthères.
Selon Philostrate, les Anthestéries sont également l'occasion, au temps d'Apollonius de Tyane (Ier siècle ap. J.-C.), de danses lascives accompagnées par l'aulos et d'une lecture de l'épopée orphique.